# ۳۰ هادسن یاردز
۳۰ هادسون یاردس یک آسمان‌خراش واقع در منهتن، نیویورک، ایالات متحده آمریکا می‌باشد. مساحت کل طبقات آن ۲٬۶۰۰٬۰۰۰ فوت مربع (۲۴۰٬۰۰۰ متر مربع) است و ۷۳ طبقه دارد.